# Каюковка (хутор)
Каюковка — хутор в Тарасовском районе Ростовской области.
Входит в состав Дячкинского сельского поселения.

## История
Хутор стали населять в 1858—1859 годах, но по списку 1859 года он не значится. Вероятно, был основан в 1863—1865 годах, так как из хозяйственного дела Митякинской станицы за 1865 год известно, что в это время хутора Каюков и Колодезный уже населялись. В списке 1866 года хутор значится.
Находясь в составе Области Войска Донского, на хуторе существовала Свято-Духовская церковь.
В 1967 году в состав населенного пункта включен хутора Атаманский, Баклановка.

## Население
| 2010 | 2013 | 2015 | 2016 |
| ---- | ---- | ---- | ---- |
| 443  | ↗478 | ↘464 | ↘451 |

## Улицы
| - ул. Буденного - ул. Зелёный Гай - ул. Казачья - ул. Калинина - ул. Колхозная | - ул. Луговая - ул. Речная - ул. Садовая - ул. Степная - ул. Центральная |